# 阿爾山公路隧道

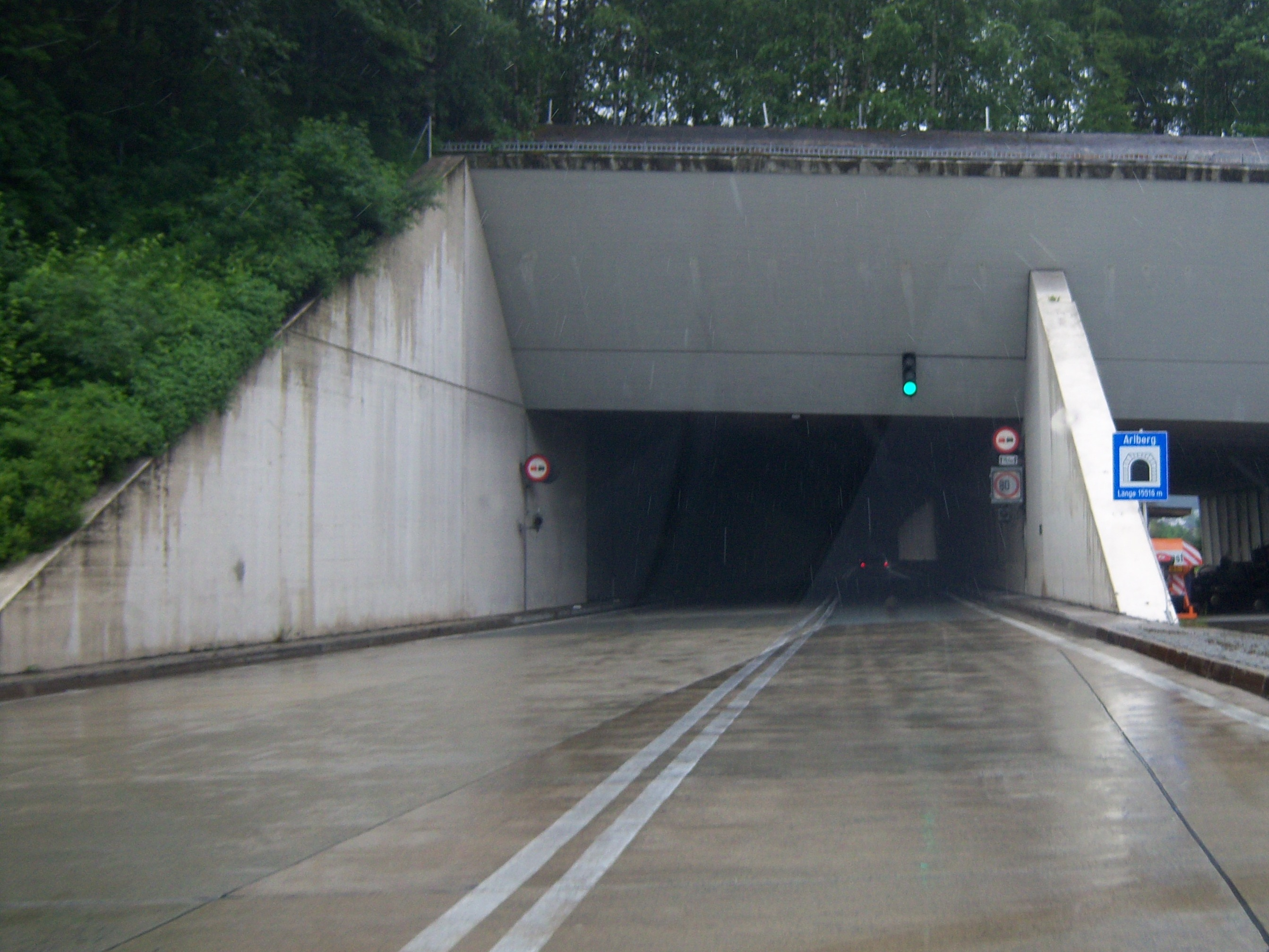
阿爾山公路隧道

阿爾山公路隧道（德語：Arlberg Straßentunnel）是奧地利最長的公路隧道，位于阿尔山下，海拔1,318米，全長13.972公里，连接奥地利蒂罗尔州和福拉尔贝格州。该隧道于1978年12月1日開通，在落成時亦是世界上最長的公路隧道。